# قائمة حالية لأسماء الزعماء حسب التاريخ
الترتيب التاريخي لرؤساء الدول هو قائمة مرتبة لرؤساء الدول حسب تاريخ تعينهم في منصب. وتشمل كل من رؤساء الدول ورؤساء الحكومات لبعض الدول مثل البرلمانية مرتبة حسب استلامهم لمواقعم الرسمية.
و تحتوي القائمة على حوالي 374 شخص.

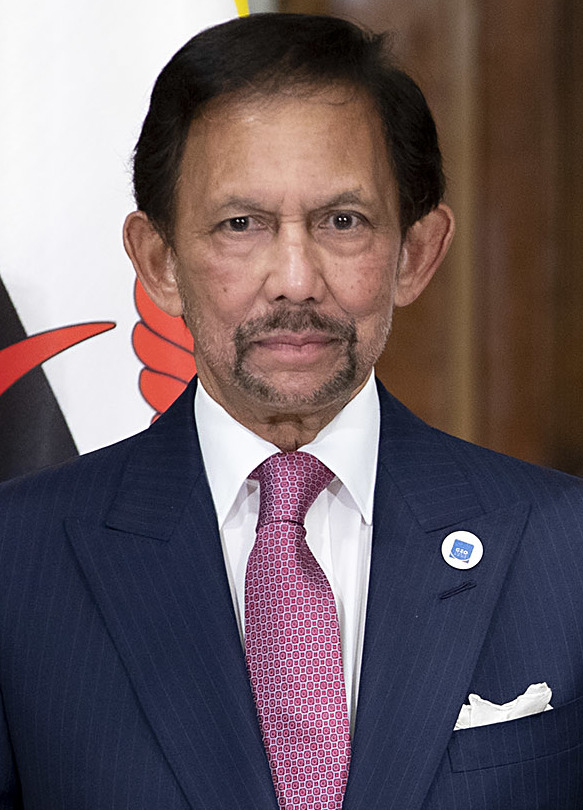
حسن البلقية هو أطول زعيم حالي في العالم، بعد أن حكم كسلطان بروناي منذ عام 1967.

هذه هي قائمة  قائمة من قادة الدولة الحاليين  مرتبة حسب إستمرارهم في مناصب القيادة الوطنية. في البلدان التي بها رؤساء الدول ورؤساء الحكومات، يتم سرد كلا الشخصين. بالنسبة للقادة الذين شغلوا نفس المنصب في البلدان قبل استقلالها، يتم استخدام بداية ولايتهم، وليس الاستقلال.
يتم تضمين الرؤساء الحاليين في هذه القائمة، ولكن إذا كان أحد القادة له فترات غير متتالية، يتم سرد فقط فترة الخدمة الحالية.
الدول ذات السيادة حيث يختلف رئيس الدولة عن رئيس الوزراء هي أساسًا نظام برلماني. غالباً ما يحمل القائد كلا المنصبين في النظام الرئاسي أو الديكتاتوري. بعض الدول لديها نظام شبه رئاسي حيث يتم تنفيذ دور رئيس الوزراء من قبل كل من رئيس الوزراء المدرجة ورئيس الدولة.

## قائمة برؤساء الدول والوزراء مرتبة بتاريخ التعيين

### 1967–1970
| تاريخ التعيين | اسم الحاكم  | الدولة | منصب                                               |
| ------------- | ----------- | ------ | -------------------------------------------------- |
| 4 أكتوبر 1967 | حسن البلقية | بروناي | سلطان بروناي رئيس الوزراء: 1 يناير 1984 - حتى الآن |

### 1970–1979
| تاريخ التعيين  | اسم الحاكم                    | الدولة           | منصب |
| -------------- | ----------------------------- | ---------------- | --- |
| 15 سبتمبر 1973 | كارل السادس عشر غوستاف        | السويد           | الملك |
| 3 اغسطس 1979   | تيودورو اوبيانج نجوما مباسوغو | غينيا الاستوائية | رئيس مجلس الثورة العسكري: 3 أغسطس 1979 – 25 أغسطس 1979 رئيس المجلس العسكري الأعلي: 25 أغسطس 1979 –12 أكتوبر 1982 رئيس: 12 أكتوبر 1982 – حالي |

### 1980 – 1989
| تاريخ التعيين  | اسم الحاكم      | الدولة     | منصب                                                                      |
| -------------- | --------------- | ---------- | ------------------------------------------------------------------------- |
| 2 أكتوبر 1981  | علي خامنئي      | إيران      | رئيس إيران: 2 أكتوبر 1981 – 2 أغسطس 1989 مرشد الثورة: 4 يونيو 1989 – حالي |
| 6 نوفمبر 1982  | بول بيا         | الكاميرون  | رئيس الكاميرون                                                            |
| 29 يناير 1986  | يوويري موسيفيني | أوغندا     | رئيس أوغندا                                                               |
| 25 أبريل 1986  | مسواتي الثالث   | إسواتيني   | قائمة حكام إسواتيني                                                       |
| 13 نوفمبر 1989 | هانز آدم الثاني | ليختنشتاين | أمير                                                                      |

### 1990–1999
| تاريخ التعيين  | اسم الحاكم           | الدولة          | منصب |
| -------------- | -------------------- | --------------- | --- |
| 17 يناير 1991  | هارلد الخامس         | النرويج         | ملك |
| 19 نوفمبر 1992 | إمام علي رحمانوف     | طاجيكستان       | رئيس المجلس الأعلى بالإنابة: 19 نوفمبر 1992 – 27 نوفمبر 1992 رئيس المجلس الأعلى: 27 نوفمبر 1992 – 16 نوفمبر 1994 رئيس: 16 نوفمبر 1994 – حالي |
| 23 مايو 1993   | أسياس أفورقي         | إرتريا          | شغل سابقاً الأمين العام للحكومة المؤقتة: 27 نيسان / أبريل 1991 - 23 أيار / مايو 1993 رئيس الجمهورية رئيس الجبهة الشعبية: 1 آذار / مارس 1994 حتى الآن                                                                                                |
| 20 يوليو 1994  | ألكسندر لوكاشينكو    | روسيا البيضاء   | رئيس |
| 7 فبراير 1996  | ليتسي الثالث         | ليسوتو          | ملك |
| 15 أكتوبر 1997 | ديني ساسو نغيسو      | جمهورية الكونغو | رئيس |
| 7 فبراير 1999  | عبد الله الثاني      | الأردن          | ملك |
| 6 مارس 1999    | حمد بن عيسى          | البحرين         | ملك |
| 8 مايو 1999    | إسماعيل عمر جيله     | جيبوتي          | رئيس |
| 23 يوليو 1999  | محمد السادس بن الحسن | المغرب          | ملك |
| 8 أغسطس 1999   | فلاديمير بوتين       | روسيا           | رئيس الوزراء بالإنابة: 9 أغسطس 1999 - 16 أغسطس 1999 رئيس الوزراء: 16 أغسطس 1999 - 7 مايو 2000 الرئيس بالنيابة: 31 ديسمبر 1999 - 7 مايو 2000 الرئيس: 7 مايو 2000 - 7 مايو 2008 رئيس الوزراء: 8 مايو 2008-7 مايو 2012 الرئيس: 7 مايو 2012 - حتى الآن |

### 2000- 2004
| تاريخ التعيين  | اسم الحاكم       | الدولة                  | منصب                                                                              |
| -------------- | ---------------- | ----------------------- | --------------------------------------------------------------------------------- |
| 24 مارس 2000   | بول كاغامه       | رواندا                  | رئيس رواندا                                                                       |
| 7 أكتوبر 2000  | هنري             | لوكسمبورغ               | الدوق الأكبر                                                                      |
| 29 مارس 2001   | رالف جونسالفيس   | سانت فينسنت والغرينادين | رئيس الوزراء                                                                      |
| 14 مارس 2003   | رجب طيب أردوغان  | تركيا                   | رئيس الوزراء: من 14 مارس 2003 إلى 28 أغسطس 2014 الرئيس: من 28 أغسطس 2014 حتى الآن |
| 4 أغسطس 2003   | إلهام علييف      | أذربيجان                | رئيس أذربيجان                                                                     |
| 8 يناير 2004   | روزفلت سكريت     | دومينيكا                | رئيس الوزراء                                                                      |
| 14 أكتوبر 2004 | نورودوم سيهاموني | كمبوديا                 | ملك                                                                               |

### 2005 - 2009
| تاريخ التعيين  | اسم الحاكم                | الدولة                   | منصب |
| -------------- | ------------------------- | ------------------------ | --- |
| 15 يناير 2005  | محمود عباس                | فلسطين                   | رئيس السلطة الوطنية الفلسطينية ورئيس فلسطين                                                                  |
| 31 مارس 2005   | ألبير الثاني              | موناكو                   | الأمير |
| 30 يوليو 2005  | سالفا كير                 | جنوب السودان             | شغل سابقاً منصب رئيس الوزراء: 30 يوليو 2005 - 9 يوليو 2011 رئيس جمهورية جنوب السودان: 9 يوليو 2011 - حتى الآن |
| 11 فبراير 2006 | محمد بن راشد آل مكتوم     | الإمارات العربية المتحدة | رئيس الوزراء                                                                                                 |
| 14 ديسمبر 2006 | جيغمه خيسار نمجيل وانغشاك | بوتان                    | الملك |
| 10 يناير 2007  | دانييل أورتيغا            | نيكاراغوا                | رئيس نيكاراغوا                                                                                               |
| 26 فبراير 2009 | باتريك ألين               | جامايكا                  | الحاكم العام                                                                                                 |

### 2010
| تاريخ التعيين | اسم الحاكم    | الدولة     | منصب             |
| ------------- | ------------- | ---------- | ---------------- |
| 29 مايو       | فيكتور أوربان | المجر      | رئيس وزراء المجر |
| 4 ديسمبر      | الحسن واتارا  | ساحل العاج | رئيس             |

### 2011
| تاريخ التعيين | اسم الحاكم          | الدولة         | منصب                       |
| ------------- | ------------------- | -------------- | -------------------------- |
| 11 نوفمبر     | مايكل دانييل هيجينز | إيرلندا        | الرئيس                     |
| 17 ديسمبر     | كيم جونغ أون        | كوريا الشمالية | رئيس الدولة والمرشد الأعلى |

### 2012
| تاريخ التعيين | اسم الحاكم  | الدولة | منصب  |
| ------------- | ----------- | ------ | ----- |
| 18 مارس       | توبو السادس | تونغا  | الملك |

### 2013
| تاريخ التعيين | اسم الحاكم            | الدولة    | منصب                                                                            |
| ------------- | --------------------- | --------- | ------------------------------------------------------------------------------- |
| 5 مارس        | نيكولاس مادورو        | فنزويلا   | القائم بأعمال الرئيس: 5 مارس 2013 - 19 أبريل 2013 الرئيس: 19 أبريل 2013 - حاليًا |
| 14 مارس       | شي جين بينغ           | الصين     | الرئيس                                                                          |
| 1 أبريل       | عبد القادر كميل محمد  | جيبوتي    | رئيس الوزراء                                                                    |
| 30 أبريل      | فيليم ألكساندر        | هولندا    | الملك                                                                           |
| 7 مايو        | السيدة سيسيل لاغروناد | غرينادا   | الحاكم عام                                                                      |
| 25 يونيو      | تميم بن حمد آل ثاني   | قطر       | أمير                                                                            |
| 21 يوليو      | فيليب                 | بلجيكا    | الملك                                                                           |
| 15 سبتمبر     | إيدي راما             | ألبانيا   | رئيس الوزراء                                                                    |
| 23 نوفمبر     | قاهر رسول‌ زاده        | طاجيكستان | رئيس الوزراء                                                                    |

### 2014
| تاريخ التعيين | اسم الحاكم         | الدولة           | منصب         |
| ------------- | ------------------ | ---------------- | ------------ |
| 26 مايو       | ناريندرا مودي      | الهند            | رئيس الوزراء |
| 8 يونيو       | عبد الفتاح السيسي  | مصر              | الرئيس       |
| 13 يونيو      | غاستون براون       | أنتيغوا وباربودا | رئيس الوزراء |
| 19 يونيو      | فيليب السادس       | إسبانيا          | ملك          |
| 14 أغسطس      | السير رودني وليامز | أنتيغوا وباربودا | الحاكم العام |

### 2015
| تاريخ التعيين | اسم الحاكم          | الدولة                              | منصب            |
| ------------- | ------------------- | ----------------------------------- | --------------- |
| 23 يناير      | سلمان بن عبد العزيز | السعودية                            | الملك           |
| 3 فبراير      | سيرجيو ماتاريلا     | إيطاليا                             | الرئيس          |
| 6 فبراير      | عبد الملك الحوثي    | اليمن المجلس السياسي الأعلى (اليمن) | زعيم أنصار الله |
| 20 نوفمبر     | قاسم ماجاليوا       | تنزانيا                             | رئيس الوزراء    |

### 2016
| تاريخ التعيين | اسم الحاكم             | الدولة                                  | منصب                                   |
| ------------- | ---------------------- | --------------------------------------- | -------------------------------------- |
| 1 يناير       | غي بارميلين            | سويسرا                                  | عضو المجلس الاتحادي                    |
| 3 مارس        | أندرو هولنيس           | جامايكا                                 | رئيس الوزراء                           |
| 9 مارس        | مارسيلو ريبيلو دي سوزا | البرتغال                                | رئيس                                   |
| 11 مارس       | تانتي ماماو            | كيريباس                                 | رئيس                                   |
| 30 مارس       | فاوستين اركانج تواديرا | جمهورية أفريقيا الوسطى                  | الرئيس                                 |
| 6 أبريل       | باتريس تالون           | بنين                                    | رئيس                                   |
| 22 أبريل      | أوليسيس كوريا اي سيلفا | الرأس الأخضر                            | رئيس الوزراء                           |
| 26 مايو       | غزالي عثماني           | جزر القمر                               | الرئيس                                 |
| 12 يوليو      | إبراهيم غالي           | الجمهورية العربية الصحراوية الديمقراطية | الأمين العام لجبهة البوليساريو والرئيس |
| 13 أكتوبر     | ماها فاجيرالونجكورن    | تايلند                                  | الملك                                  |
| 19 أكتوبر     | أندريه بلينكوفيتش      | كرواتيا                                 | رئيس الوزراء                           |
| 14 ديسمبر     | عبد الله أريبوف        | أوزبكستان                               | رئيس الوزراء                           |
| 14 ديسمبر     | شوكت ميرضيايف          | أوزبكستان                               | الرئيس                                 |
| 16 ديسمبر     | فاديم كراسنوسيلسكي     | ترانسنيستريا                            | الرئيس                                 |

### 2017
| تاريخ التعيين | اسم الحاكم             | الدولة                       | منصب                                                                                            |
| ------------- | ---------------------- | ---------------------------- | ----------------------------------------------------------------------------------------------- |
| 19 يناير      | آداما بارو             | غامبيا                       | الرئيس                                                                                          |
| 22 يناير      | رومن راديف             | بلغاريا                      | رئيس                                                                                            |
| 26 يناير      | ألكسندر فان دير بيلين  | النمسا                       | رئيس اتحادي                                                                                     |
| 28 فبراير     | السير بوب دادا         | بابوا غينيا الجديدة          | الحاكم العام                                                                                    |
| 19 مارس       | فرانك-فالتر شتاينماير  | ألمانيا                      | الرئيس                                                                                          |
| 14 مايو       | إيمانويل ماكرون        | فرنسا                        | الرئيس                                                                                          |
| 14 مايو       | إيمانويل ماكرون        | أندورا                       | الأمير الشريك الفرنسي                                                                           |
| 31 مايو       | ألكسندر فوتشيتش        | صربيا                        | الرئيس                                                                                          |
| 21 يوليو      | فآليتوا سوالافي الثاني | ساموا                        | أو لي آو أو لي مالو                                                                             |
| 26 سبتمبر     | جواو لورنسو            | أنغولا                       | الرئيس                                                                                          |
| 1 أكتوبر      | أحمد الشرع             | سوريا(حكومة الإنقاذ السورية) | القائد العام لهيئة تحرير الشام:1 أكتوبر 2017 – 29 يناير 2025                                    |
| 1 أكتوبر      | أحمد الشرع             | سوريا                        | الرئيس المؤفت لدولة سوريا: 8 ديسمبر 2024 –29 يناير 2025 الرئيس المؤقت: 29 يناير 2025 – حتى الآن |
| 1 نوفمبر      | إيجنازيو كاسيس         | سويسرا                       | المستشار الفيدرالي                                                                              |
| 24 نوفمبر     | إمرسون منانغاغوا       | زيمبابوي                     | الرئيس                                                                                          |

### 2018
| تاريخ التعيين | اسم الحاكم       | الدولة                              | منصب |
| ------------- | ---------------- | ----------------------------------- | --- |
| 14 فبراير     | سيريل رامافوزا   | جنوب أفريقيا                        | القائم بأعمال الرئيس: 14 فبراير 2018 - 15 فبراير 2018 الرئيس: 15 فبراير 2018 - الآن                          |
| 2 أبريل       | آبي أحمد علي     | إثيوبيا                             | رئيس الوزراء                                                                                                 |
| 4 أبريل       | جوليوس مادا بيو  | سيراليون                            | الرئيس |
| 19 أبريل      | ميغيل دياز كانيل | كوبا                                | رئيس كوبا السكرتير الأول للحزب الشيوعي الكوبي : 19 أبريل 2021 - حتى الآن                                     |
| 25 أبريل      | مهدي المشاط      | اليمن المجلس السياسي الأعلى (اليمن) | رئيس المجلس السياسي الأعلى                                                                                   |
| 8 مايو        | نيكول باشينيان   | أرمينيا                             | رئيس وزراء أرمينيا                                                                                           |
| 25 مايو       | ميا موتلي        | باربادوس                            | رئيس الوزراء                                                                                                 |
| 2 يونيو       | بيدرو سانشيز     | إسبانيا                             | رئيس الوزراء                                                                                                 |
| 6 يونيو       | كريستيان نتساي   | مدغشقر                              | رئيس الوزراء                                                                                                 |
| 14 يونيو      | مصطفى مدبولي     | مصر                                 | رئيس الوزراء                                                                                                 |
| 20 نوفمبر     | زيلجكو كوميتش    | البوسنة والهرسك                     | عضو رئاسي:20 نوفمبر 2018 -الأن رئيس مجلس الرئاسة: 20 يوليو 2019 - 20 مارس 2020 20 يوليو 2021 - 20 يوليو 2022 |

### 2019
| تاريخ التعيين | اسم الحاكم           | الدولة                      | منصب                       |
| ------------- | -------------------- | --------------------------- | -------------------------- |
| 1 يناير       | كارين كيلر سوتر      | سويسرا                      | عضو المجلس الاتحادي        |
| 4 يناير       | جوزيف نغوت           | الكاميرون                   | رئيس الوزراء               |
| 24 يناير      | فيليكس تشيسكيدي      | جمهورية الكونغو الديمقراطية | الرئيس                     |
| 20 مارس       | قاسم جومارت توقاييف  | كازاخستان                   | الرئيس                     |
| 12 أبريل      | عبد الفتاح البرهان   | السودان                     | رئيس مجلس السيادة السوداني |
| 1 مايو        | ناروهيتو             | اليابان                     | إمبراطور اليابان           |
| 16 مايو       | كزافييه إسبوت زامورا | أندورا                      | رئيس الوزراء               |
| 20 مايو       | فولوديمير زيلينسكي   | أوكرانيا                    | الرئيس                     |
| 30 مايو       | جيمس مارب            | بابوا غينيا الجديدة         | رئيس الوزراء               |
| 1 يونيو       | نجيب بقيلة           | السلفادور                   | الرئيس                     |
| 27 يونيو      | مته فريدريكسن        | الدنمارك                    | رئيس الوزراء               |
| 12 يوليو      | غيتاناس ناوسيدا      | ليتوانيا                    | الرئيس                     |
| 1 أغسطس       | السير سوزان دوجات    | سانت فينسنت والغرينادين     | الحاكم العام               |
| 1 أغسطس       | محمد ولد الغزواني    | موريتانيا                   | الرئيس                     |
| 8 أكتوبر      | علي أسادوف           | أذربيجان                    | رئيس الوزراء               |
| 23 أكتوبر     | قيس سعيد             | تونس                        | الرئيس                     |
| 19 ديسمبر     | عبد المجيد تبون      | الجزائر                     | رئيس الجزائر               |
| 21 ديسمبر     | مانويل ماريريو كروز  | كوبا                        | رئيس مجلس الوزراء          |

### 2020
| تاريخ التعيين | اسم الحاكم              | الدولة                                  | منصب                        |
| ------------- | ----------------------- | --------------------------------------- | --------------------------- |
| 11 يناير      | هيثم بن طارق            | سلطنة عمان                              | سلطان عمان                  |
| 13 يناير      | روبرت أبيلا             | مالطا                                   | رئيس الوزراء                |
| 13 يناير      | بوشراية حمودي بيون      | الجمهورية العربية الصحراوية الديمقراطية | رئيس الوزراء                |
| 16 يناير      | ميخائيل ميشوستين        | روسيا                                   | رئيس الوزراء                |
| 18 فبراير     | زوران ميلانوفيتش        | كرواتيا                                 | الرئيس                      |
| 27 فبراير     | عمر سيسكو إمبالو        | غينيا بيساو                             | الرئيس                      |
| 18 يونيو      | إيفاريست ندايشيميي      | بوروندي                                 | رئيس بوروندي                |
| 28 يونيو      | لازاروس مكارثي تشاكويرا | مالاوي                                  | الرئيس                      |
| 20 أغسطس      | محمد عرفان علي          | غيانا                                   | الرئيس                      |
| 20 أغسطس      | مارك فيليبس             | غيانا                                   | رئيس الوزراء                |
| 14 أغسطس      | سفياتلانا تسيخانوسكايا  | روسيا البيضاء                           | رئيس مجل التنسيق (المعارضة) |
| 16 أغسطس      | لويس أبي نادر           | جمهورية الدومينيكان                     | الرئيس                      |
| 28 سبتمبر     | فيكتوار توميغا داغبي    | توغو                                    | رئيس الوزراء                |
| 23 أكتوبر     | إرسين تاتار             | قبرص الشمالية                           | رئيس الجمهورية              |
| 29 أكتوبر     | وافيل رامكالاوان        | سيشل                                    | الرئيس                      |
| 8 نوفمبر      | لويس آرسي               | بوليفيا                                 | قائمة رؤساء بوليفيا         |
| 11 نوفمبر     | سلمان بن حمد آل خليفة   | البحرين                                 | رئيس وزراء البحرين          |
| 12 نوفمبر     | جوني بريسينو            | بليز                                    | رئيس الوزراء                |
| 24 ديسمبر     | مايا ساندو              | مولدوفا                                 | الرئيس                      |

### 2021
| تاريخ التعيين | اسم الحاكم               | الدولة            | منصب                                                                             |
| ------------- | ------------------------ | ----------------- | -------------------------------------------------------------------------------- |
| 21 يناير      | سورانجل ويبس جونيور      | بالاو             | الرئيس                                                                           |
| 28 يناير      | صدير جاباروف             | قرغيزستان         | الرئيس                                                                           |
| 1 فبراير      | مين أونغ هلاينغ          | ميانمار           | مستشار الدولة                                                                    |
| 1 فبراير      | مينت سوي                 | ميانمار           | الرئيس                                                                           |
| 10 مارس       | محمد المنفي              | ليبيا             | عضو المجلس الرئاسي: 5 فبراير 2021– الآن رئيس المجلس الرئاسي: 5 فبراير 2021– الآن |
| 10 مارس       | عبد الله اللافي          | ليبيا             | عضو المجلس الرئاسي                                                               |
| 10 مارس       | موسى الكوني              | ليبيا             | عضو المجلس الرئاسي                                                               |
| 10 مارس       | عبد الحميد الدبيبة       | ليبيا             | رئيس الوزراء                                                                     |
| 19 مارس       | سامية حسن                | تنزانيا           | الرئيس                                                                           |
| 22 مارس       | البين كورتي              | كوسوفو            | رئيس الوزراء                                                                     |
| 22 مارس       | ثونجلون سيسوليث          | لاوس              | الرئيس                                                                           |
| 4 أبريل       | فيوزا عثماني             | كوسوفو            | الرئيس                                                                           |
| 5 أبريل       | فام مينه تشين            | فيتنام            | رئيس الوزراء                                                                     |
| 20 أبريل      | محمد ديبي                | تشاد              | رئيس تشاد                                                                        |
| 18 مايو       | أناتولي كولينت ماكوسو    | جمهورية الكونغو   | رئيس الوزراء                                                                     |
| 24 مايو       | فيامي نعومي ماتافا       | ساموا             | رئيس وزراء                                                                       |
| 24 مايو       | أسيمي غويتا              | مالي              | رئيس المجلس العسكري الإنتقالى                                                    |
| 27 مايو       | فرويلا تزالام            | بليز              | الحاكم العام                                                                     |
| 21 يونيو      | روبينا نابنجا            | أوغندا            | رئيس الوزراء                                                                     |
| 25 يونيو      | أوخنا خوريلسوخ           | منغوليا           | الرئيس                                                                           |
| 7 يوليو       | إسحاق هرتسوغ             | إسرائيل           | الرئيس                                                                           |
| 26 يوليو      | ماري سيمون               | كندا              | الحاكم العام                                                                     |
| 28 يوليو      | فيليب جي بيير            | سانت لوسيا        | رئيس الوزراء                                                                     |
| 1 أغسطس       | كريستيان شميدت           | البوسنة والهرسك   | المندوب السامي للبوسنة والهرسك                                                   |
| 17 أغسطس      | مولاي هبة الله آخند زاده | أفغانستان         | أمير                                                                             |
| 24 أغسطس      | هاكيندي هيشيليما         | زامبيا            | الرئيس                                                                           |
| 5 سبتمبر      | مامادي دومبوي            | غينيا             | رئيس اللجنة الوطنية للمصالحة والتنمية                                            |
| 17 سبتمبر     | فيليپ ديفيس              | باهاماس           | رئيس الوزراء                                                                     |
| 29 سبتمبر     | توفيجا فايفالو فالاني    | توفالو            | الحاكم العام                                                                     |
| 2 أكتوبر      | كارلوس فيلا نوفا         | ساو تومي وبرينسيب | الرئيس                                                                           |
| 7 أكتوبر      | عزيز أخنوش               | المغرب            | رئيس الحكومة                                                                     |
| 11 أكتوبر     | ألار كاريس               | إستونيا           | الرئيس                                                                           |
| 14 أكتوبر     | يوناس غار ستوره          | النرويج           | رئيس الوزراء                                                                     |
| 21 أكتوبر     | السيدة سيندي كيرو        | نيوزيلندا         | الحاكم العام                                                                     |
| 9 نوفمبر      | خوسيه ماريا نيفيس        | الرأس الأخضر      | الرئيس                                                                           |
| 11 نوفمبر     | إيرول تشارلز             | سانت لوسيا        | الحاكم العام بالنيابة                                                            |
| 30 نوفمبر     | ساندرا ماسون             | باربادوس          | رئيس الجمهورية                                                                   |
| 17 ديسمبر     | بيتر فيالا               | التشيك            | رئيس الوزراء                                                                     |

### 2022
| تاريخ التعيين | اسم الحاكم            | الدولة                   | منصب |
| ------------- | --------------------- | ------------------------ | --- |
| 27 يناير      | زيومارا كاسترو        | هندوراس                  | الرئيس                                                                                                  |
| 9 فبراير      | فيليكس مولوا          | جمهورية أفريقيا الوسطى   | رئيس الوزراء                                                                                            |
| 11 مارس       | غابرييل بوريك         | تشيلي                    | الرئيس                                                                                                  |
| 13 مارس       | فاهاجن خاتشاتوريان    | أرمينيا                  | الرئيس                                                                                                  |
| 19 مارس       | سردار بردي محمدوف     | تركمانستان               | الرئيس                                                                                                  |
| 7 أبريل       | رشاد محمد العليمي     | اليمن                    | رئيس مجلس القيادة الرئاسي                                                                               |
| 8 مايو        | رودريغو تشافيس روبلز  | كوستاريكا                | الرئيس                                                                                                  |
| 12 مايو       | أونال أوستل           | قبرص الشمالية            | رئيس الوزراء                                                                                            |
| 14 مايو       | محمد بن زايد آل نهيان | الإمارات العربية المتحدة | رئيس الإمارات العربية المتحدة                                                                           |
| 20 مايو       | جوزيه راموس هورتا     | تيمور الشرقية            | الرئيس                                                                                                  |
| 23 مايو       | أنتوني ألبانيز        | أستراليا                 | رئيس الوزراء                                                                                            |
| 23 مايو       | حسن شيخ محمود         | الصومال                  | رئيس الجمهورية                                                                                          |
| 24 مايو       | آلان جاجولييف         | أوسيتيا الجنوبية         | رئيس |
| 30 مايو       | ألكسندر روزنبرج       | ترانسنيستريا             | رئيس الوزراء                                                                                            |
| 1 يونيو       | روبرت غولوب           | سلوفينيا                 | رئيس الوزراء                                                                                            |
| 20 يونيو      | كونستانتين دجوسوييف   | أوسيتيا الجنوبية         | رئيس الوزراء                                                                                            |
| 24 يونيو      | ديكون ميتشل           | غرينادا                  | رئيس الوزراء                                                                                            |
| 25 يونيو      | حمزة عبدي بري         | الصومال                  | رئيس الوزراء                                                                                            |
| 30 يونيو      | بونغ بونغ ماركوس      | الفلبين                  | الرئيس                                                                                                  |
| 23 يوليو      | نيكينيك فوروبارافو    | فانواتو                  | الرئيس                                                                                                  |
| 24 يوليو      | باجرام بيجاج          | ألبانيا                  | الرئيس                                                                                                  |
| 25 يوليو      | دروبادي مورمو         | الهند                    | رئيس |
| 6 أغسطس       | تيرانس درو            | سانت كيتس ونيفيس         | رئيس الوزراء                                                                                            |
| 7 أغسطس       | غوستافو بيترو         | كولومبيا                 | الرئيس                                                                                                  |
| 8 سبتمبر      | تشارلز الثالث         | المملكة المتحدة          | الملك                                                                                                   |
| 8 سبتمبر      | تشارلز الثالث         | أستراليا                 | الملك                                                                                                   |
| 8 سبتمبر      | تشارلز الثالث         | أنتيغوا وباربودا         | الملك                                                                                                   |
| 8 سبتمبر      | تشارلز الثالث         | بابوا غينيا الجديدة      | الملك                                                                                                   |
| 8 سبتمبر      | تشارلز الثالث         | باهاماس                  | الملك                                                                                                   |
| 8 سبتمبر      | تشارلز الثالث         | بليز                     | الملك                                                                                                   |
| 8 سبتمبر      | تشارلز الثالث         | توفالو                   | الملك                                                                                                   |
| 8 سبتمبر      | تشارلز الثالث         | جامايكا                  | الملك                                                                                                   |
| 8 سبتمبر      | تشارلز الثالث         | جزر سليمان               | الملك                                                                                                   |
| 8 سبتمبر      | تشارلز الثالث         | سانت فينسنت والغرينادين  | الملك                                                                                                   |
| 8 سبتمبر      | تشارلز الثالث         | سانت كيتس ونيفيس         | الملك                                                                                                   |
| 8 سبتمبر      | تشارلز الثالث         | سانت لوسيا               | الملك                                                                                                   |
| 8 سبتمبر      | تشارلز الثالث         | غرينادا                  | الملك                                                                                                   |
| 8 سبتمبر      | تشارلز الثالث         | كندا                     | الملك                                                                                                   |
| 8 سبتمبر      | تشارلز الثالث         | نيوزيلندا                | الملك                                                                                                   |
| 13 سبتمبر     | وليام روتو            | كينيا                    | الرئيس                                                                                                  |
| 27 سبتمبر     | محمد بن سلمان آل سعود | السعودية                 | رئيس الوزراء                                                                                            |
| 30 سبتمبر     | إبراهيم تراوري        | بوركينا فاسو             | رئيس الحركة الوطنية للحماية والإصلاح: 30 سبتمبر 2022 - حتى الآن الرئيس المؤقت: 6 أكتوبر 2022 - حتى الآن |
| 17 أكتوبر     | عبد اللطيف رشيد       | العراق                   | الرئيس                                                                                                  |
| 18 أكتوبر     | أولف كريستيرسون       | السويد                   | رئيس الوزراء                                                                                            |
| 22 أكتوبر     | جورجا ملوني           | إيطاليا                  | رئيس مجلس الوزراء                                                                                       |
| 7 مايو        | محمد شياع السوداني    | العراق                   | رئيس الوزراء                                                                                            |
| 7 مايو        | موساليا مودافادي      | كينيا                    | سكرتير مجلس الوزراء                                                                                     |
| 28 أكتوبر     | سام ماتيكين           | ليسوتو                   | رئيس الوزراء                                                                                            |
| 16 نوفمبر     | دينيس بيتشيروفيتش     | البوسنة والهرسك          | عضو رئاسي :16 نوفمبر 2022 - الآن                                                                        |
| 16 نوفمبر     | جليكا تسفيانوفتش      | البوسنة والهرسك          | عضو رئاسي:16 نوفمبر 2022 - الآن رئيس مجلس الرئاسة: 16 نوفمبر 2022 - الآن                                |
| 24 نوفمبر     | أنور إبراهيم          | ماليزيا                  | رئيس وزراء ماليزيا                                                                                      |
| 7 ديسمبر      | دينا بولوارت          | بيرو                     | الرئيس                                                                                                  |
| 22 ديسمبر     | ناتاشا بيرك موزار     | سلوفينيا                 | الرئيس                                                                                                  |
| 24 ديسمبر     | سيتيفيني رابوكا       | فيجي                     | رئيس الوزراء                                                                                            |
| 29 ديسمبر     | بنيامين نتنياهو       | إسرائيل                  | رئيس وزراء إسرائيل                                                                                      |
| 30 ديسمبر     | سونيكساي سيفاندون     | لاوس                     | رئيس الوزراء                                                                                            |

### 2023
| تاريخ التعيين | اسم الحاكم                       | الدولة                         | منصب |
| ------------- | -------------------------------- | ------------------------------ | --- |
| 1 يناير       | لويس إيناسيو لولا دا سيلفا       | البرازيل                       | الرئيس                                                                                                  |
| 1 يناير       | إليزابيث باوم ستشنيدير           | سويسرا                         | المستشار الفيدرالي                                                                                      |
| 1 يناير       | ألبرت روستي                      | سويسرا                         | المستشار الفيدرالي                                                                                      |
| 5 يناير       | دينورة فجويرا                    | فنزويلا؛ (المعارضة)            | رئيس الجمعية الوطنية                                                                                    |
| 25 يناير      | بوريانا كريشتو                   | البوسنة والهرسك                | رئيس مجلس الوزراء                                                                                       |
| 1 فبراير      | مارسيلا ليبورد                   | سانت كيتس ونيفيس               | الحاكم العام                                                                                            |
| 16 فبراير     | دورين ريسين                      | مولدوفا                        | رئيس الوزراء                                                                                            |
| 28 فبراير     | نيكوس خريستودوليدس               | قبرص                           | الرئيس                                                                                                  |
| 7 مارس        | الشيخ محمد بن عبد الرحمن آل ثاني | قطر                            | رئيس الوزراء                                                                                            |
| 8 مارس        | بيتر بيفل                        | التشيك                         | الرئيس                                                                                                  |
| 11 مارس       | لي تشانغ                         | الصين                          | رئيس مجلس الدولة الصيني ورئيس الوزراء                                                                   |
| 13 مارس       | رام شاندرا بودل                  | نيبال                          | الرئيس                                                                                                  |
| 20 مارس       | كريستين كانغالو                  | ترينيداد وتوباغو               | الرئيس                                                                                                  |
| 24 أبريل      | محمد شهاب الدين                  | بنغلاديش                       | الرئيس                                                                                                  |
| 11 مايو       | ويزلي سيمينا                     | ولايات ميكرونيزيا الموحدة      | الرئيس                                                                                                  |
| 16 مايو       | أسامة حماد                       | ليبيا (حكومة الاستقرار الوطني) | رئيس وزراء ليبيا بالنيابة                                                                               |
| 17 مايو       | مولوي عبد الكبير                 | أفغانستان                      | رئيس الوزراء                                                                                            |
| 20 مايو       | ياكوف ميلاتوفيتش                 | الجبل الأسود                   | الرئيس                                                                                                  |
| 29 مايو       | بولا تينوبو                      | نيجيريا                        | رئيس الدولة                                                                                             |
| 20 يونيو      | بيتري أوربو                      | فنلندا                         | رئيس الوزراء                                                                                            |
| 26 يونيو      | كيرياكوس ميتسوتاكيس              | اليونان                        | رئيس الوزراء                                                                                            |
| 1 يوليو       | شانانا غوسماو                    | تيمور الشرقية                  | رئيس الوزراء                                                                                            |
| 8 يوليو       | إدغار رينكيفيتش                  | لاتفيا                         | الرئيس                                                                                                  |
| 10 يوليو      | ديفيد موينينا سينجيه             | سيراليون                       | رئيس الوزراء                                                                                            |
| 26 يوليو      | عبد الرحمن تشياني                | النيجر                         | رئيس المجلس الوطني لحماية الوطن                                                                         |
| 8 أغسطس       | علي الأمين زين                   | النيجر                         | رئيس الوزراء بالنيابة                                                                                   |
| 15 أغسطس      | سانتياغو بينيا                   | باراغواي                       | رئيس |
| 22 أغسطس      | هون مانيت                        | كمبوديا                        | رئيس وزراء كمبوديا                                                                                      |
| 30 أغسطس      | بريس أوليغي                      | الغابون                        | رئيس لجنة انتقال واستعادة المؤسسات: 30 أغسطس 2023 - حتى الآن الرئيس الانتقالي: 30 أغسطس 2023 – حتى الآن |
| 1 سبتمبر      | سينثيا آي برات                   | باهاماس                        | الحاكم العام                                                                                            |
| 7 سبتمبر      | ريموند ندونج سيما                | الغابون                        | رئيس الوزراء                                                                                            |
| 10 سبتمبر     | سامفيل شهرامانيان                | جمهورية مرتفعات قرة باغ        | الرئيس                                                                                                  |
| 14 سبتمبر     | ثارمان شانموجاراتنام             | سنغافورة                       | رئيس |
| 15 سبتمبر     | إيفيكا سيلينا                    | لاتفيا                         | رئيس الوزراء                                                                                            |
| 18 سبتمبر     | أرثر هاروتيونيان                 | جمهورية مرتفعات قرة باغ        | وزير الدولة                                                                                             |
| 2 أكتوبر      | سيلفاني بورتون                   | دومينيكا                       | رئيس دومينيكا                                                                                           |
| 17 أكتوبر     | روبرت بوجري مامبي                | ساحل العاج                     | رئيس الوزراء                                                                                            |
| 25 أكتوبر     | روبرت فيكو                       | سلوفاكيا                       | رئيس الوزراء                                                                                            |
| 30 أكتوبر     | ديفيد أديانج                     | ناورو                          | الرئيس                                                                                                  |
| 28 أبريل      | ميلوجكو سبايتش                   | الجبل الأسود                   | رئيس الوزراء                                                                                            |
| 3 نوفمبر      | روسل دلاميني                     | إسواتيني                       | رئيس وزراء إسواتيني                                                                                     |
| 11 نوفمبر     | نذير العرباوي                    | الجزائر                        | رئيس الوزراء                                                                                            |
| 17 نوفمبر     | لوك فريدن                        | لوكسمبورغ                      | رئيس الوزراء                                                                                            |
| 17 نوفمبر     | محمد معز                         | جزر المالديف                   | الرئيس                                                                                                  |
| 23 نوفمبر     | دانيال نوبوا                     | إكوادور                        | الرئيس                                                                                                  |
| 23 نوفمبر     | كريستوفر لوكسون                  | نيوزيلندا                      | رئيس الوزراء                                                                                            |
| 28 نوفمبر     | إدوارد إيبانيز                   | أندورا                         | نائب عن الأمير الأسقفي المشارك                                                                          |
| 10 ديسمبر     | خافيير مايلي                     | الأرجنتين                      | الرئيس                                                                                                  |
| 13 ديسمبر     | دونالد توسك                      | بولندا                         | رئيس الوزراء                                                                                            |
| 16 ديسمبر     | مشعل الأحمد الجابر الصباح        | الكويت                         | الأمير                                                                                                  |
| 16 ديسمبر     | أندريه راجولينا                  | مدغشقر                         | الرئيس                                                                                                  |

### 2024
| تاريخ التعيين | اسم الحاكم                  | الدولة                              | منصب |
| ------------- | --------------------------- | ----------------------------------- | --- |
| 1 يناير       | بيت جانس                    | سويسرا                              | عضو المجلس الاتحادي |
| 3 يناير       | هيلدا هاين                  | جزر مارشال                          | رئيس |
| 13 يناير      | محمد البشير                 | سوريا (حكومة الإنقاذ السورية)       | رئيس وزراء حكومة الإنقاذ: 13 يناير 2024 – 9 ديسمبر 2024 |
| 13 يناير      | محمد البشير                 | سوريا                               | رئيس وزراء مؤقت لسوريا: 9 ديسمبر 2024 – حتى الآن |
| 14 يناير      | فريدريك العاشر              | الدنمارك                            | ملك الدنمارك |
| 15 يناير      | برناردو أريفالو             | غواتيمالا                           | الرئيس |
| 22 يناير      | جوزيف بواكاي                | ليبيريا                             | الرئيس |
| 28 يناير      | تشيرينج توبجاي              | بوتان                               | رئيس الوزراء |
| 31 يناير      | إبراهيم إسماعيل             | ماليزيا                             | ملك ماليزيا |
| 6 فبراير      | اولجاس بيكتينوف             | كازاخستان                           | رئيس الوزراء |
| 8 فبراير      | إيراكلي كوباخيدزه           | جورجيا                              | رئيس الوزراء |
| 26 فبراير     | فيليتي تيو                  | توفالو                              | رئيس الوزراء |
| 27 فبراير     | باه أوري                    | غينيا                               | رئيس الوزراء |
| 1 مارس        | ألكسندر ستوب                | فنلندا                              | الرئيس |
| 4 مارس        | شهباز شريف                  | باكستان                             | رئيس الوزراء |
| 5 مارس        | تاماس سوليوك                | المجر                               | الرئيس |
| 10 مارس       | آصف علي زرداري              | باكستان                             | رئيس |
| 14 مارس       | محمد مصطفى                  | فلسطين                              | رئيس الوزراء |
| 2 أبريل       | لويس مونتينجرو              | البرتغال                            | رئيس الوزراء |
| 2 أبريل       | بشير جمعة فاي               | السنغال                             | الرئيس |
| 3 أبريل       | عثمان سونكو                 | السنغال                             | رئيس الوزراء |
| 4 أبريل       | ميريام سبيتيري ديبونو       | مالطا                               | الرئيس |
| 2 مايو        | جيريميا مانيلي              | جزر سليمان                          | رئيس الوزراء |
| 12 مايو       | جوردانا سيلجانوفسكا دافكوفا | مقدونيا                             | الرئيس |
| 15 مايو       | لورانس وونغ                 | سنغافورة                            | رئيس الوزراء |
| 15 مايو       | أحمد عبد الله الأحمد الصباح | الكويت                              | رئيس الوزراء |
| 20 مايو       | لاي تشينغ دي                | تايوان                              | الرئيس |
| 20 مايو       | تشو جونغ تاي                | تايوان                              | رئيس وزراء تايوان |
| 22 مايو       | تو لام                      | فيتنام                              | الرئيس: 22 مايو 2024 – 21 أكتوبر 2024 الأمين العام للحزب الشيوعي بالنيابة: 19 يوليو 2024 – 3 أغسطس 2024 الأمين العام للحزب الشيوعي: 3 أغسطس 2024 - حتى الآن |
| 24 مايو       | اللا ماي هالينا             | تشاد                                | رئيس وزراء تشاد |
| 12 يونيو      | جوديث تولوكا سومينوا        | جمهورية الكونغو الديمقراطية         | رئيس الوزراء |
| 15 يونيو      | بيتر بيليجريني              | سلوفاكيا                            | الرئيس |
| 23 يونيو      | هريستيجان ميكوسكي           | مقدونيا                             | رئيس الوزراء |
| 1 يوليو       | السير سام موستين            | أستراليا                            | الحاكم العام |
| 1 يوليو       | خوسيه راؤول مولينو          | بنما                                | الرئيس |
| 2 يوليو       | ديك شوف                     | هولندا                              | رئيس وزراء هولندا |
| 5 يوليو       | كير ستارمر                  | المملكة المتحدة                     | رئيس الوزراء |
| 7 يوليو       | السير ديفيد تيفا كابو       | جزر سليمان                          | الحاكم العام |
| 15 يوليو      | كاي بي شارما أولي           | نيبال                               | رئيس الوزراء |
| 23 يوليو      | كريستين ميشال               | إستونيا                             | رئيس الوزراء |
| 28 يوليو      | مسعود بزشكيان               | إيران                               | رئيس إيران |
| 1 أغسطس       | هلا توماسدوتير              | أيسلندا                             | الرئيس |
| 5 أغسطس       | كمال المدوري                | موريتانيا                           | رئيس الوزراء |
| 8 أغسطس       | محمد يونس                   | بنغلاديش                            | المستشار الرئيسي |
| 5 فبراير      | أحمد الرهوي                 | اليمن المجلس السياسي الأعلى (اليمن) | رئيس الوزراء |
| 17 أغسطس      | مانويل أوسا نسو نسو         | غينيا الاستوائية                    | رئيس الوزراء |
| 15 سبتمبر     | جعفر حسان                   | الأردن                              | رئيس الوزراء |
| 23 سبتمبر     | أنورا كومارا ديساناياكي     | سريلانكا                            | الرئيس |
| 24 سبتمبر     | هريني أماراسوريا            | سريلانكا                            | رئيس الوزراء |
| 1 أكتوبر      | شيجيرو إيشيبا               | اليابان                             | رئيس الوزراء |
| 1 أكتوبر      | كلوديا شينباوم              | المكسيك                             | الرئيس |
| 7 أكتوبر      | تاي أتسقى سيلاسي            | إثيوبيا                             | الرئيس |
| 8 أكتوبر      | جيولايم                     | لوكسمبورغ                           | ملازم ممثل |
| 20 أكتوبر     | فرابوو سوبيانتو             | أندونيسيا                           | الرئيس |
| 21 أكتوبر     | لونغ كونغ                   | فيتنام                              | الرئيس |
| 1 نوفمبر      | دوما بوكو                   | بوتسوانا                            | الرئيس |
| 10 نوفمبر     | أليكس ديديه فيلس-ايميه      | هايتي                               | رئيس وزراء هايتي |
| 12 نوفمبر     | نايكاما لالابالافو          | فيجي                                | الرئيس |
| 13 نوفمبر     | نافين رامغولام              | موريشيوس                            | رئيس الوزراء |
| 19 نوفمبر     | بدرا جنبا                   | أبخازيا                             | الرئيس |
| 19 نوفمبر     | فاليري بغانبا               | أبخازيا                             | رئيس الوزراء |
| 20 نوفمبر     | باتريس فوري                 | أندورا                              | الممثل الشخصي للأمير الأسقفي المشارك |
| 5 ديسمبر      | أبدولايا مايغا              | مالي                                | رئيس الوزراء بالنيابة |
| 6 ديسمبر      | دارام جوخول                 | موريشيوس                            | رئيس موريشيوس |
| 7 ديسمبر      | جان إيمانويل ويدراوغو       | بوركينا فاسو                        | رئيس الوزراء |
| 12 ديسمبر     | عبد الرحمن محمد عبد الله    | صوماليلاند                          | الرئيس |
| 13 ديسمبر     | فرنسوا بايرو                | فرنسا                               | رئيس الوزراء |
| 16 ديسمبر     | أديلبك كاسيماليف            | قرغيزستان                           | القائم بأعمال رئيس مجلس الوزراء: 16 ديسمبر 2024 – 18 ديسمبر 2024 ، رئيس الوزراء : 18 ديسمبر 2024 – حتى الآن                                                 |
| 21 ديسمبر     | كريسترون فروستادوتير        | أيسلندا                             | رئيس الوزراء |
| 29 ديسمبر     | ميخائيل كافالاشفيلي         | جورجيا                              | الرئيس |
| 29 ديسمبر     | باك ثاى سونج                | كوريا الشمالية                      | رئيس مجلس الوزراء |

### 2025
| تاريخ التعيين | اسم الحاكم                | الدولة                          | منصب                          |
| ------------- | ------------------------- | ------------------------------- | ----------------------------- |
| 7 يناير       | جون دراماني ماهاما        | غانا                            | الرئيس                        |
| 9 يناير       | جوزاف عون                 | لبنان                           | الرئيس                        |
| 14 يناير      | اميريكو راموس             | ساو تومي وبرينسيب               | رئيس الوزراء                  |
| 15 يناير      | دانييل تشابو              | موزمبيق                         | الرئيس                        |
| 15 يناير      | ماريا بينفيندا ليفي       | موزمبيق                         | رئيس الوزراء                  |
| 16 أبريل      | روزن جيليازكوف            | بلغاريا                         | رئيس الوزراء                  |
| 20 يناير      | دونالد ترمب               | الولايات المتحدة                | الرئيس                        |
| 22 يناير      | أيساكي إيكي               | تونغا                           | رئيس الوزراء                  |
| 23 يناير      | مايكل مارتن               | أيرلندا                         | رئيس الوزراء                  |
| 30 يناير      | روزاريو موريلو            | نيكاراغوا                       | الرئيس المشارك                |
| 3 فبراير      | بارت دي ويفر              | بلجيكا                          | رئيس الوزراء                  |
| 8 فبراير      | نواف سلام                 | لبنان                           | رئيس مجلس الوزراء             |
| 11 فبراير     | جوثام نابات               | فانواتو                         | رئيس الوزراء                  |
| 1 مارس        | ياماندو أورسي             | الأوروغواي                      | الرئيس                        |
| 1 مارس        | رافاييلا بيتريني          | الفاتيكان                       | رئيس المحافظة                 |
| 3 مارس        | كريستيان ستوكر            | النمسا                          | قائمة المستشار الاتحادي.      |
| 10 مارس       | ألكسندر تورتشين           | روسيا البيضاء                   | رئيس الوزراء                  |
| 13 مارس       | كونستانتينوس تاسولاس      | اليونان                         | الرئيس                        |
| 14 مارس       | مارك كارني                | كندا                            | رئيس الوزراء                  |
| 21 مارس       | نتومبو ناندي ندايتواه     | ناميبيا                         | الرئيس                        |
| 21 مارس       | إيليجاه نجوراري           | ناميبيا                         | رئيس الوزراء                  |
| 21 مارس       | سارة الزعفراني            | تونس                            | رئيس الوزراء                  |
| 1 أبريل       | دينيس برونزتي             | سان مارينو                      | الحاكمان                      |
| 1 أبريل       | إيتالو ريجي               | سان مارينو                      | الحاكمان                      |
| 1 أبريل       | مارتن فيستر               | سويسرا                          | عضو المجلس الاتحادي           |
| 10 أبريل      | بريجيت هاس                | ليختنشتاين                      | رئيس الوزراء                  |
| 15 أبريل      | محمد حمدان دقلو           | السودان حكومة السلام والوحدة    | رئيس المجلس الرئاسي           |
| 16 أبريل      | دورو ماكوت                | صربيا                           | رئيس الوزراء                  |
| 1 مايو        | كاملا بيرساد-بيسيسار      | ترينيداد وتوباغو                | رئيس الوزراء                  |
| 3 مايو        | جان لوسيان سافي دي توفي   | توغو                            | الرئيس                        |
| 3 مايو        | سالم صالح سالم بن بريك    | اليمن                           | رئيس الوزراء                  |
| 6 مايو        | فريدرش ميرتس              | ألمانيا                         | المستشار                      |
| 8 مايو        | البابا لاون الرابع عشر    | مدينة الفاتيكان                 | البابا مدينة الفاتيكان        |
| 14 مايو       | إدواردو أرانا إيسا        | بيرو                            | رئيس الوزراء                  |
| 19 مايو       | كامل إدريس                | السودان                         | رئيس الوزراء                  |
| 26 مايو       | نيكوشور دان               | رومانيا                         | الرئيس                        |
| 31 مايو       | جوزيب لويس سيرانو بنتينات | أندورا                          | الأمير الأسقفي المشارك        |
| 4 يونيو       | لي جاي ميونغ              | كوريا الجنوبية                  | رئيس كوريا الجنوبية           |
| 13 يونيو      | غومبوجاف زاندانشاتار      | منغوليا                         | رئيس الوزراء                  |
| 23 يونيو      | إيلي بولوجان              | رومانيا                         | رئيس وزراء رومانيا            |
| 3 يوليو       | كيم مين سيوك (سياسي)      | كوريا الجنوبية                  | رئيس الوزراء بالإنابة         |
| 3 يوليو       | فومتام ويشاياتشاي         | تايلند                          | رئيس الوزراء                  |
| 16 يوليو      | جينيفر سيمونز             | سورينام                         | الرئيس                        |
| 17 يوليو      | يوليا سفيريدينكو          | أوكرانيا                        | رئيس الوزراء                  |
| 21 يوليو      | كريستوف ميرماند           | موناكو                          | رئيس الولاية                  |
| 25 يوليو      | جاستن نسينغيومفا          | رواندا                          | رئيس الوزراء                  |
| 26 يوليو      | محمد حسن التعايشي         | السودان · حكومة السلام والوحدة) | رئيس الوزراء                  |
| 26 يوليو      | نيو سو                    | ميانمار                         | رئيس الوزراء                  |
| 4 أغسطس       | ريمانتاس سادزيوس          | ليتوانيا                        | رئيس الوزراء                  |
| 5 أغسطس       | نيستور نتاهونتوي          | بوروندي                         | رئيس الوزراء                  |
| 6 أغسطس       | كارول نافروتسكي           | بولندا                          | الرئيس                        |
| 20 ديسمبر     | برايما كامارا             | غينيا بيساو                     | رئيس الوزراء                  |
| 20 ديسمبر     | لورنت سانت سير            | هايتي                           | رئيس المجلس الرئاسي الانتقالي |

## قائمة الرؤساء القادمين
| تاريخ التعيين | اسم الحاكم      | الدولة         | منصب                      |
| ------------- | --------------- | -------------- | ------------------------- |
| -             | كيم مين سيوك    | كوريا الجنوبية | رئيس وزراء كوريا الجنوبية |
| 4 يوليو       | فيليب ميتوكس    | موناكو         | وزير دولة                 |
| 6 أغسطس       | كارول ناوروتسكي | بولندا         | رئيس بولندا               |

## روابط داخلية
- قائمة رؤساء الدول والحكومات الحاليين

## وصلات خارجية
- Rulers.org قائمة الزعماء
- قاعدة بيانات الرؤساء